# Куманченко, Полина Владимировна
Полина Владимировна Кума́нченко (укр. Поліна Володимирівна Куманченко; настоящее имя — Пелагея; 1910—1992) — украинская, советская актриса театра и кино. Народная артистка СССР (1960). Лауреат Государственной премии Украинской ССР им. Т. Шевченко (1971).

## Биография
Родилась 8 (21) октября 1910 года в селе Музыковка (ныне Херсонского района, Херсонская область, Украина) (по другим источникам — в Харькове) в семье железнодорожника. Рано осталась сиротой и жила у старшей сестры в Николаеве.
Увлекалась театром с детства.
В 1929 году окончила студию при Николаевском украинском рабоче-крестьянском передвижном театре (ныне Николаевский академический украинский театр драмы и музыкальной комедии) и была принята в штат театра. В этом же году переехала в Харьков, где вначале работала в Первом государственном театре для детей (ныне Харьковский театр для детей и юношества (1929—1932), затем в ТРАМе (1932—1937).
В 1937—1961 годах — актриса Харьковского украинского драматического театра им. Т. Шевченко. Была настоящей «звездой» харьковской сцены.
Вела педагогическую работу в театральном училище при Харьковском украинском драматическом театре им. Т. Шевченко.
Во время войны играла во фронтовой бригаде.
С 1962 года — актриса Киевского украинского драматического театра им. И. Франко.
Депутат Верховного Совета Украинской ССР 4-го созыва (1955—1959).
Умерла 2 февраля 1992 года в Киеве. Похоронена на Байковом кладбище.

### Семья
- Первый муж — Сергей Раснянский (погиб в 1941), писатель.
- Второй муж (гражданский) — Михаил Фёдорович Покотило (1909—1971), актёр и режиссёр. Народный артист Украинской ССР (1953).

## Награды и звания
- Народный артист СССР (1960)
- Государственная премия Украинской ССР им. Т. Шевченко (1971) — за исполнение роли Галины Романовны в спектакле «Память сердца» А. Е. Корнейчука
- Орден Трудового Красного Знамени (1960)[4]
- Орден Дружбы народов (1980)[5]
- Медаль «В память 1500-летия Киева»
- Медали

## Творчество

### Роли в театре

#### Первый государственный театр для детей,ТРАМ(оба — Харьков)
- «Наймычка» И. К. Карпенко-Карого — Харитина
- «Бесталанная» И. К. Карпенко-Карого — Ганна
- «Шельменко-денщик» Г. Ф. Квитки-Основьяненко — Присенька
- «Шутники» А. Н. Островского — Верочка
- «С любовью не шутят» П. Кальдерона — Инесса

#### Харьковский украинский драматический театр им. Т. Шевченко
- «Гибель эскадры» А. Е. Корнейчука — юнга Юрка
- «Кубанцы» В. И. Ротко — Захаровна
- «Гамлет» У. Шекспира — Гертруда
- «Третья патетическая» Н. Ф. Погодина — Настя
- 1940 — «Романтики» Э. Ростана — Сильвета
- 1943 — «Фронт» А. Е. Корнейчука — Санитарка
- 1946 — «Ярослав Мудрый» И. А. Кочерги — Елизавета Ярославна
- 1947 — «Молодая гвардия» по А. А. Фадееву — Радик Юркин
- 1948 — «Макар Дубрава» А. Е. Корнейчука — Ганя
- 1953 — «Марине» М. Г. Бараташвили — Марине
- 1954 — «Годы странствий» А. Н. Арбузова — Люся
- 1957 — «Почему улыбались звёзды» А. Е. Корнейчука — Клеопатра Гавриловна
- 1958 — «В поисках радости» В. С. Розова — Леночка
- 1960 — «День чудесных обманов» Р. Б. Шеридана — Дуэнья
- 1961 — «Потерянный сын» А. Н. Арбузова — Лиза

#### Киевский украинский драматический театр им. И. Франко
- 1962 — «День рождения Терезы» Г. Д. Мдивани — Тереза
- 1969 — «Память сердца» А. Е. Корнейчука — Галина Романовна
- 1973 — «Лымеривна» П. Мирного — Лымеривна
- 1982 — «Ретро» А. М. Галина — Нина Ивановна

### Фильмография
- 1956 — Без вести пропавший — эпизод (нет в титрах)
- 1958 — Киевлянка — Горпина
- 1959 — Это было весной — Евдокия Павловна
- 1959 — Наследники — Горпина
- 1960 — Кровь людская — не водица — Мария Бондар
- 1960 — Самолёт уходит в 9 — тётя Паня
- 1961 — Дмитро Горицвит — Мария Бондар
- 1961 — С днём рождения — мать Сергея
- 1962 — Сейм выходит из берегов — эпизод
- 1963 — Люди не всё знают — Мария Бондар
- 1963 — Рыбки захотелось… (короткометражный)
- 1963 — Строгая игра — мать Андрея
- 1966 — Кто придумал колесо? — тётя
- 1967 — На Киевском направлении — Настя Прокофьевна
- 1972 — Лавры
- 1972 — Рим, 17... — Надежда Ивановна
- 1973 — Ищу человека — Мария Иваненко
- 1979 — Прикосновение (в киноальманахе Киевские встречи)
- 1979 — Дачная поездка сержанта Цыбули — селянка Конопатовки
- 1982 — Ретро (фильм-спектакль) — Диана Владимировна Барабанова